# Sérgio Siqueira de Carvalho
Sérgio Siqueira de Carvalho, ou apenas Sérgio Carvalho, {Paranavaí, 25 de março de 1955 – São Paulo, 3 de maio de 2003) foi um médico e político brasileiro, outrora deputado federal por Rondônia.

## Dados biográficos
Filho de José Vaz de Carvalho e Maria José Siqueira de Carvalho. Médico formado em 1980 na Faculdade Souza Marques, no Rio de Janeiro, lecionou na Santa Casa de Misericórdia antes de voltar ao Paraná, onde fez diferentes cursos de especialização, sobretudo em Urologia, e trabalhou em locais como o Hospital Evangélico de Curitiba e a Santa Casa de Paranavaí, migrando para Porto Velho em 1984, a fim de trabalhar no Hospital de Base Ary Pinheiro.
Membro do PMDB, foi secretário municipal de Saúde de Porto Velho nas administrações Jerônimo Santana e Tomaz Correia, além de secretário de Saúde no governo Ângelo Angelim. Derrotado na eleição para prefeito de Porto Velho em 1988, foi eleito vice-prefeito da cidade na chapa de José Guedes em 1992 e voltou à Secretaria Municipal de Saúde. Coordenador metropolitano do Departamento de Estradas de Rodagem (DER) em 1995, perdeu a eleição para prefeito da capital rondoniense para Chiquilito Erse em 1996. Nessa mesma época, o governador Valdir Raupp o nomeou secretário de Saúde.
Eleito deputado federal pelo PSDB em 1998 e 2002, presidiu o diretório estadual da legenda. Faleceu na capital paulista vítima de câncer na bexiga.
Seu pai elegeu-se prefeito de Paranavaí em 1952, 1964 e 1976, enquanto sua esposa, Cláudia Carvalho, foi eleita vice-prefeita de Porto Velho em 2004, na chapa de Roberto Sobrinho.